# Pervez Musharraf
Mohammed Pervez Musharraf (urdu: پرویز مشرف; ), född 11 augusti 1943 i Delhi i nuvarande Indien, död 5 februari 2023 i Dubai, var en pakistansk yrkesmilitär och general som var Pakistans president 20 juni 2001 – 18 augusti 2008, och dessförinnan, från statskuppen 12 oktober 1999, landets regeringschef, formellt med titeln landets Chief Executive, högste verkställande i landet.
17 december 2019 dömde en specialdomstol Musharraf till döden för högförräderi i sin frånvaro. Musharraf vistades under sina sista år i Dubai för att få sjukvård.

## Statskuppen
När den dåvarande premiärministern Nawaz Sharif den 12 oktober 1999 försökte avsätta Pervez Musharraf från posten som arméchef, på grund av Musharrafs ansvar för det misslyckade Kargilkriget, genomförde Musharraf med stöd av armén en oblodig statskupp och tog över styret av landet från den demokratiskt valde Sharif. 2001 utnämnde han sig själv till president, varmed Rafiq Tarar avsattes, och Zafarullah Khan Jamali efterträdde Musharraf som premiärminister. Musharraf lät sig sedan godkännas som president på ytterligare fem år i en mycket omstridd folkomröstning 2002. De flesta oppositionspartierna bojkottade valet som fick mindre än 30 % valdeltagande.

## Parlamentsupplösning
Inför valet i oktober 2002 upplöste Musharraf parlamentet och gjorde via dekret ensam nya grundlagsändringar samt utsåg militära chefer och Högsta Domstolens medlemmar de närmsta fem åren. Han gav militären fortsatt inflytande över politiken genom att inrätta ett "nationellt säkerhetsråd", bestående av de högsta militära och politiska ledarna. Detta har gjort att landet bryter mot många fri- och rättigheter enligt FN:s stadgar.[källa behövs]

## Ny statskupp
Den 6 oktober 2007 fick Musharraf, med stor marginal, flest röster när parlamentet och provinsparlamenten röstade om att återvälja honom som president. Högsta domstolen beslöt dock att ingen segrare kan utropas innan den har avgjort om Musharraf hade rätt att kandidera samtidigt som han är chef för armén.
Den 3 november 2007 upphävde Musharraf Pakistans konstitutionen och utlyste undantagstillstånd. Han motiverade detta med den ökande islamistiska terrorismen. De flesta bedömare anser dock att de viktigaste skälet var att Musharraf fruktade att Högsta domstolen skulle ogiltigförklara valet av honom som president.
Den 18 augusti 2008 meddelade Musharraf att han avgick.

## Kriget mot terrorismen
Musharraf samarbetade med den amerikanska regeringen i "Kriget mot terrorismen". Striderna i det angränsande Afghanistan drev flyktingar och Al Qaida-anhängare över gränser till Pakistan. Många av fångarna i Guantanamofängelset tillfångatogs i Pakistan. Musharraf sade i tv-programmet 60 Minutes att USA hotade att bomba Pakistan "tillbaka till stenåldern" om landet inte samarbetade i kriget mot terrorismen. Enligt Musharraf var det Richard Armitage, biträdande utrikesminister under Colin Powell, som uttalade hotet till ledaren för Pakistans underrättelsetjänst ISI. Armitage har förnekat att han skulle ha uttalat sådana hot.